# Interruptor diferencial

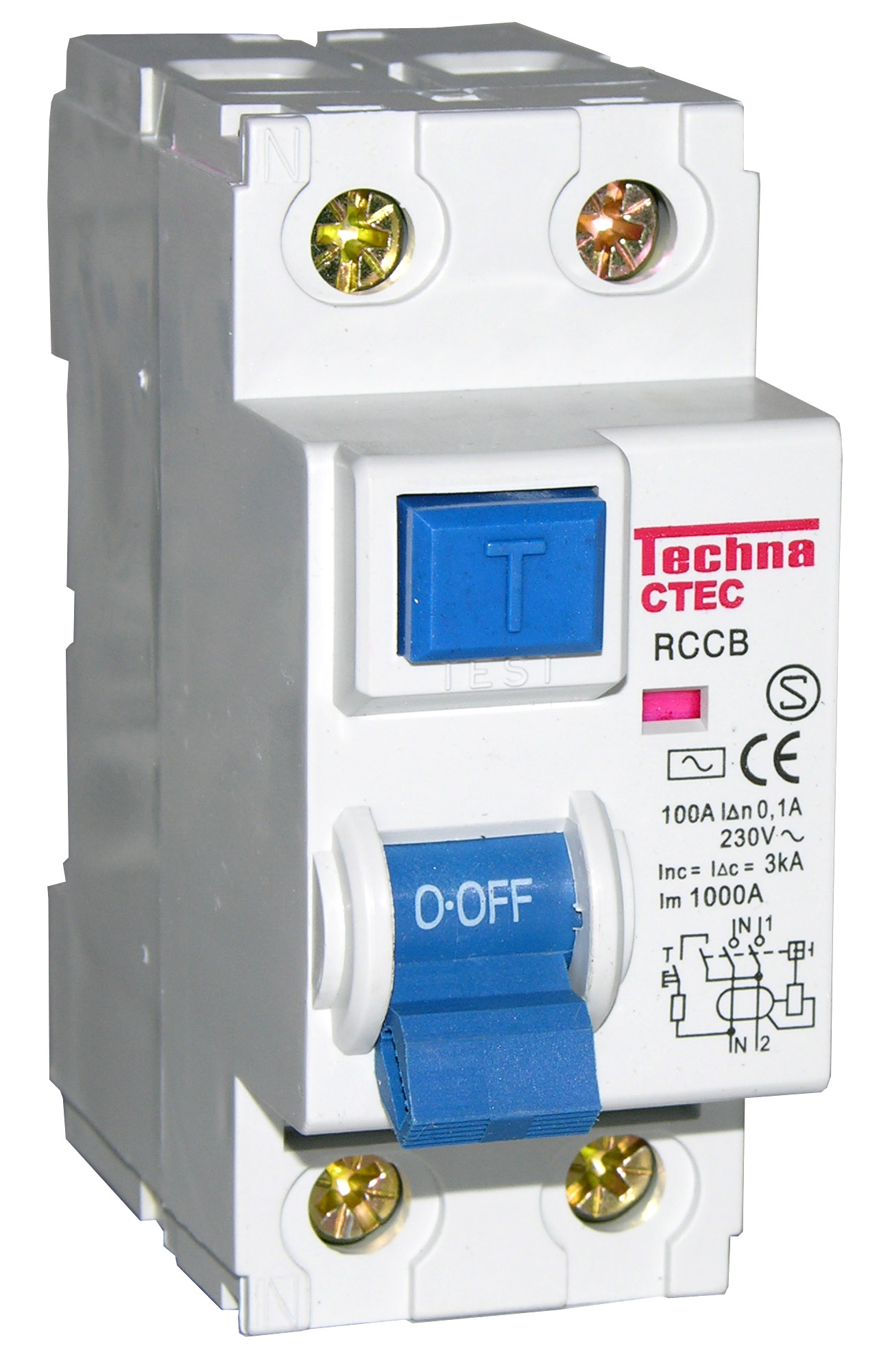
Un interruptor diferencial de 2 pols

L'interruptor diferencial és un equip elèctric de protecció contra derivacions elèctriques a terra. Aquestes derivacions suposen un perill d'electrocució per contacte directe o indirecte per les persones.
L'interruptor diferencial consta d'un parell de bobines en un nucli ferromagnètic on generen cadascuna un camp magnètic oposat al de l'altra. Aquestes bobines són connectades en sèrie al circuit a protegir de manera que, en un funcionament normal del circuit sense fugues, els corrents d'entrada i de sortida són iguals, el camp magnètic generat és nul i el sistema no exerceix cap força a l'interruptor acoblat. Quan hi ha una fuga de corrent per una derivació a terra en l'equip o circuit a protegir, els corrents d'entrada i de sortida de l'interruptor diferencial són diferents i, per tant el camp generat és diferent de zero. Quan aquest camp és prou gran, acciona l'interruptor de desconnexió.
Les característiques que defineixen un interruptor diferencial són la intensitat nominal, el nombre de pols, i la sensibilitat. Per exemple: Interruptor diferencial 16 A-IV-16A-IV-30mA.

## Diferencials rearmables

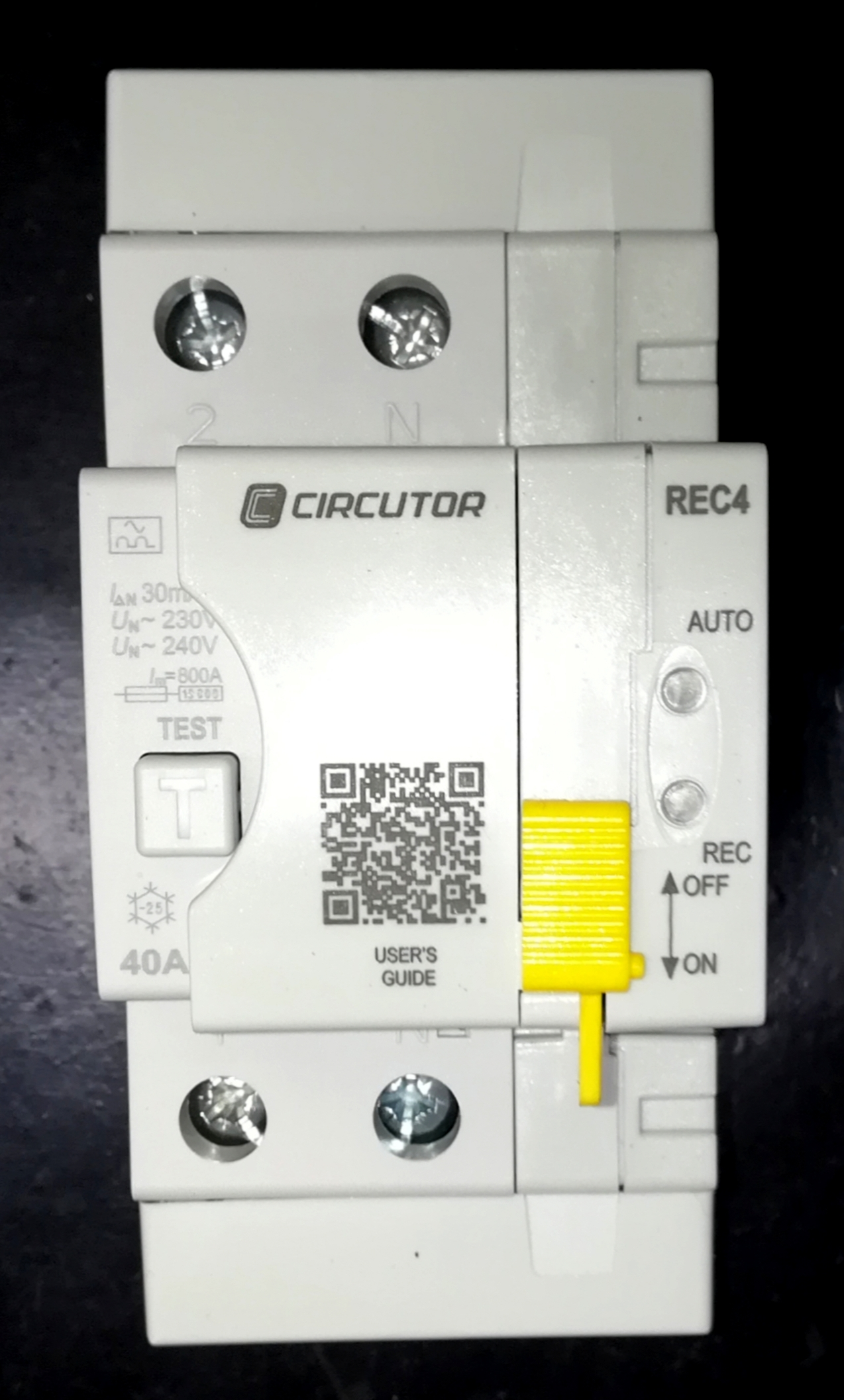
Diferencial rearmable

Per a aplicacions especials existeixen diferencials que estan dotats d'un servomotor que realitza per si mateix el rearmat de l'interruptor restablint el servei després d'haver-se disparat. N'hi ha que l'ordre del rearmat es realitza manualment a distància (telecomandament) com en el cas en què un operari des d'una sala de control és capaç de disparar o de rearmar un interruptor que està a centenars de quilòmetres, a part dels que són de rearmament automàtic en què el propi interruptor posseeix un circuit electrònic de control que passats uns segons després d'haver-se disparat executa l'ordre de rearmat de l'interruptor accionant el servomotor, en el cas de disparar-se de nou pot tornar a esperar un temps i ordenar un nou rearmat un nombre determinat de vegades abans de desistir.
Amb aquest tipus d'interruptors s'evita haver de desplaçar-se a instal·lacions llunyanes (repetidors de televisió per exemple) per a realitzar un rearmat causat per dispars transitoris; també s'utilitzen per a la protecció d'instal·lacions de seguretat (CCTV, alarmes) o per a instal·lacions en les que un tall de subministrament posi en perill a persones o béns (ascensors, equips mèdics i hospitalaris, cambres frigorífiques o congeladors). Comença a ser comú trobar-interruptors diferencials rearmables monoblock juntament amb la protecció magnetotèrmica; és a dir, que un mateix aparell protegeix contra sobrecàrregues, curtcircuits i derivacions a terra sent auto-rearmable per a qualsevol de les tres causes que poden fer-lo disparar.
Els diferencials rearmables que es comercialitzen en l'actualitat són de classe A, encara que existeixen uns motors que es poden adaptar a qualsevol diferencial independentment de la seva classe.

## Classes de diferencials[3]
Classificació dels diferencials segons el comportament en presència de corrents continus:
- Interruptor diferencial classe AC: són els més comunament utilitzats, encara que estan prohibits en nombrosos països, com Alemanya, donada la seva nul·la efectivitat davant harmònics i uns altres. Els semiconductors generen corrents de fugida que no són detectades pels de classe AC.[4] És simbolitzat amb un rectangle en el qual s'indica una ona sinusoidal.
- Interruptor diferencial classe A: són utilitzats per a corrents alterns i corrents polsants. Eviten les desconnexions intempestives per corrents d'alta freqüència produïdes, entre d'altres, pels circuits informàtics, circuits amb reactàncies electròniques o els corrents induïts per les descàrregues d'origen atmosfèric. Eviten d'aquesta manera els salts intempestius deguts a elements externs a la instal·lació que protegeixen.[5] És simbolitzat amb un rectangle en el qual s'indica una ona sinusoidal i que està per sobre d'una segona oscil·lació.
- Interruptor diferencial classe B: són utilitzats per a protegir enfront de corrents de fugida alternes i polsants suaus fins a 1 kHz. És adequat per a la protecció diferencial i evitar desconnexions intempestives per variadors de freqüència, variadors de velocitat, onduladores i carregadors de bateries trifasics. És simbolitzat amb un rectangle en el qual s'indica una ona sinusoidal i que està per sobre d'una segona oscil·lació, a més d'un segon rectangle en el qual una línia està per sobre d'una línia discontínua.
- Interruptor diferencial classe B+: són utilitzats per a protegir enfront de corrents de fugida alternes i polsants suaus fins a 20 kHz. És adequat per a la protecció diferencial i evitar desconnexions intempestives per variadors d'alta freqüència. És simbolitzat amb un rectangle en el qual s'indica una ona sinusoidal i que està per sobre d'una segona oscil·lació, un segon rectangle en el qual una línia està per sobre d'una línia discontínua, a més d'un tercer rectangle en el qual ve indicat kHz.
- Interruptor diferencial classe F: són utilitzats per a protegir enfront de corrents de fugida alternes i polsants, així com freqüències barrejades per fugides en la xarxa elèctrica. És adequat per a la protecció diferencial i evitar desconnexions intempestives per variadors d'alta freqüència; en cas de tret, és d'efecte retardat. Sol ser també denominat com a interruptor diferencial superinmunizado. És simbolitzat amb un rectangle en el qual s'indica una ona sinusoidal que supera una segona oscil·lació, a més d'un segon rectangle amb nombroses ones sinusoidals.

Classificació dels diferencials segons el retard en presència d'un corrent de defecte:
- Interruptor diferencial instantani: són els d'ús general.
- Interruptor diferencial retardat o de classe S: són dispositius retardats a la desconnexió que s'utilitzen per a garantir la selectivitat. Quan un circuit necessita disposar de dos ID de la mateixa sensibilitat en cascada, l'instal·lat en la capçalera, si és de classe S, saltarà més tard.